# Europees kampioenschap basketbal vrouwen 1956
Het 5e Europees kampioenschap basketbal vrouwen vond plaats van 2 tot 10 juni 1956 in Tsjecho-Slowakije. 16 nationale teams speelden in Praag om de Europese titel.

## Voorronde
De 16 deelnemende landen zijn onderverdeeld in vier poules van vier landen. De top twee van elke poule plaatsten zich voor de halve finale ronde, de overige landen speelden plaatsingswedstrijden.

### Groep A
| Datum  | Land        | Score   | Land        |
| ------ | ----------- | ------- | ----------- |
| 2 juni | Joegoslavië | 66 – 25 | Finland     |
| 2 juni | Polen       | 61 – 62 | Bulgarije   |
| 3 juni | Bulgarije   | 90 – 36 | Finland     |
| 3 juni | Joegoslavië | 63 – 78 | Polen       |
| 4 juni | Finland     | 47 – 76 | Polen       |
| 4 juni | Bulgarije   | 71 – 58 | Joegoslavië |

| Groep A |             |             |             |             |            |            |            |        |
| #       | Land        | Wedstrijden | Wedstrijden | Wedstrijden | Doelpunten | Doelpunten | Doelpunten | Punten |
| #       | Land        | G           | W           | V           | V          | T          | Saldo      | Punten |
| 1       | Bulgarije   | 3           | 3           | 0           | 223        | 155        | +68        | 6      |
| 2       | Polen       | 3           | 2           | 1           | 215        | 172        | +43        | 5      |
| 3       | Joegoslavië | 3           | 1           | 2           | 187        | 174        | +13        | 4      |
| 4       | Finland     | 3           | 0           | 3           | 108        | 232        | -124       | 3      |

### Groep B
| Datum  | Land              | Score    | Land              |
| ------ | ----------------- | -------- | ----------------- |
| 2 juni | Italië            | 91 – 32  | Schotland         |
| 2 juni | Tsjecho-Slowakije | 132 – 9  | Denemarken        |
| 3 juni | Denemarken        | 40 – 33  | Schotland         |
| 3 juni | Tsjecho-Slowakije | 69 – 42  | Italië            |
| 4 juni | Schotland         | 32 – 113 | Tsjecho-Slowakije |
| 4 juni | Italië            | 80 – 28  | Denemarken        |

| Groep B |                   |             |             |             |            |            |            |        |
| #       | Land              | Wedstrijden | Wedstrijden | Wedstrijden | Doelpunten | Doelpunten | Doelpunten | Punten |
| #       | Land              | G           | W           | V           | V          | T          | Saldo      | Punten |
| 1       | Tsjecho-Slowakije | 3           | 3           | 0           | 314        | 83         | +231       | 6      |
| 2       | Italië            | 3           | 2           | 1           | 213        | 129        | +84        | 5      |
| 3       | Denemarken        | 3           | 1           | 2           | 77         | 245        | -168       | 4      |
| 4       | Schotland         | 3           | 0           | 3           | 97         | 244        | -147       | 3      |

### Groep C
| Datum  | Land        | Score    | Land        |
| ------ | ----------- | -------- | ----------- |
| 2 juni | Sovjet-Unie | 153 – 25 | Zwitserland |
| 2 juni | Oostenrijk  | 54 – 33  | Nederland   |
| 3 juni | Zwitserland | 18 – 71  | Nederland   |
| 3 juni | Sovjet-Unie | 121 – 30 | Oostenrijk  |
| 4 juni | Oostenrijk  | 69 – 29  | Zwitserland |
| 4 juni | Nederland   | 30 – 91  | Sovjet-Unie |

| Groep C |             |             |             |             |            |            |            |        |
| #       | Land        | Wedstrijden | Wedstrijden | Wedstrijden | Doelpunten | Doelpunten | Doelpunten | Punten |
| #       | Land        | G           | W           | V           | V          | T          | Saldo      | Punten |
| 1       | Sovjet-Unie | 3           | 3           | 0           | 365        | 85         | +280       | 6      |
| 2       | Oostenrijk  | 3           | 2           | 1           | 153        | 183        | -30        | 5      |
| 3       | Nederland   | 3           | 1           | 2           | 134        | 163        | -29        | 4      |
| 4       | Zwitserland | 3           | 0           | 3           | 72         | 293        | -221       | 3      |

### Groep D
| Datum  | Land                     | Score   | Land                     |
| ------ | ------------------------ | ------- | ------------------------ |
| 2 juni | Roemenië                 | 49 – 30 | Bondsrepubliek Duitsland |
| 2 juni | Hongarije                | 51 – 42 | Frankrijk                |
| 3 juni | Bondsrepubliek Duitsland | 39 – 71 | Hongarije                |
| 3 juni | Frankrijk                | 55 – 47 | Roemenië                 |
| 4 juni | Frankrijk                | 54 – 29 | Bondsrepubliek Duitsland |
| 4 juni | Hongarije                | 61 – 50 | Roemenië                 |

| Groep D |                          |             |             |             |            |            |            |        |
| #       | Land                     | Wedstrijden | Wedstrijden | Wedstrijden | Doelpunten | Doelpunten | Doelpunten | Punten |
| #       | Land                     | G           | W           | V           | V          | T          | Saldo      | Punten |
| 1       | Hongarije                | 3           | 3           | 0           | 183        | 131        | +52        | 6      |
| 2       | Frankrijk                | 3           | 2           | 1           | 151        | 127        | +24        | 5      |
| 3       | Roemenië                 | 3           | 1           | 2           | 146        | 146        | 0          | 4      |
| 4       | Bondsrepubliek Duitsland | 3           | 0           | 3           | 98         | 174        | -76        | 3      |

## Plaatsingswedstrijden 9e-16e plaats
De 8 deelnemende landen zijn onderverdeeld in twee poules van vier landen. De top twee van elke poule plaatsten zich voor de strijd om de negende plaats, de overige landen speelden voor de dertiende plaats.

### Groep I
| Datum  | Land                     | Score    | Land                     |
| ------ | ------------------------ | -------- | ------------------------ |
| 5 juni | Bondsrepubliek Duitsland | 53 – 34  | Schotland                |
| 5 juni | Joegoslavië              | 56 – 51  | Nederland                |
| 6 juni | Joegoslavië              | 89 – 40  | Bondsrepubliek Duitsland |
| 6 juni | Nederland                | 71 – 24  | Schotland                |
| 8 juni | Schotland                | 37 – 110 | Joegoslavië              |
| 8 juni | Bondsrepubliek Duitsland | 53 – 71  | Nederland                |

| Groep I |                          |             |             |             |            |            |            |        |
| #       | Land                     | Wedstrijden | Wedstrijden | Wedstrijden | Doelpunten | Doelpunten | Doelpunten | Punten |
| #       | Land                     | G           | W           | V           | V          | T          | Saldo      | Punten |
| 1       | Joegoslavië              | 3           | 3           | 0           | 255        | 128        | +127       | 6      |
| 2       | Nederland                | 3           | 2           | 1           | 193        | 133        | +60        | 5      |
| 3       | Bondsrepubliek Duitsland | 3           | 1           | 2           | 146        | 194        | -48        | 4      |
| 4       | Schotland                | 3           | 0           | 3           | 95         | 234        | -139       | 3      |

### Groep II
| Datum  | Land        | Score   | Land        |
| ------ | ----------- | ------- | ----------- |
| 5 juni | Finland     | 26 – 87 | Roemenië    |
| 5 juni | Zwitserland | 58 – 56 | Denemarken  |
| 6 juni | Finland     | 70 – 54 | Zwitserland |
| 6 juni | Roemenië    | 76 – 26 | Denemarken  |
| 8 juni | Zwitserland | 34 – 91 | Roemenië    |
| 8 juni | Denemarken  | 27 – 42 | Finland     |

| Groep II |             |             |             |             |            |            |            |        |
| #        | Land        | Wedstrijden | Wedstrijden | Wedstrijden | Doelpunten | Doelpunten | Doelpunten | Punten |
| #        | Land        | G           | W           | V           | V          | T          | Saldo      | Punten |
| 1        | Roemenië    | 3           | 3           | 0           | 254        | 86         | +168       | 6      |
| 2        | Finland     | 3           | 2           | 1           | 138        | 168        | -30        | 5      |
| 3        | Zwitserland | 3           | 1           | 2           | 146        | 217        | -71        | 4      |
| 4        | Denemarken  | 3           | 0           | 3           | 109        | 176        | -67        | 3      |

## Hoofdronde
De 8 deelnemende landen zijn onderverdeeld in twee poules van vier landen. De top twee van elke poule plaatsten zich voor de halve finales, de overige landen speelden voor de vijfde plaats.

### Groep I
| Datum  | Land        | Score   | Land        |
| ------ | ----------- | ------- | ----------- |
| 5 juni | Hongarije   | 62 – 41 | Italië      |
| 5 juni | Sovjet-Unie | 87 – 74 | Polen       |
| 6 juni | Sovjet-Unie | 77 – 54 | Hongarije   |
| 6 juni | Polen       | 50 – 42 | Italië      |
| 8 juni | Hongarije   | 46 – 41 | Polen       |
| 8 juni | Italië      | 44 – 92 | Sovjet-Unie |

| Groep I |             |             |             |             |            |            |            |        |
| #       | Land        | Wedstrijden | Wedstrijden | Wedstrijden | Doelpunten | Doelpunten | Doelpunten | Punten |
| #       | Land        | G           | W           | V           | V          | T          | Saldo      | Punten |
| 1       | Sovjet-Unie | 3           | 3           | 0           | 256        | 172        | +84        | 6      |
| 2       | Hongarije   | 3           | 2           | 1           | 162        | 159        | +3         | 5      |
| 3       | Polen       | 3           | 1           | 2           | 165        | 175        | -10        | 4      |
| 4       | Italië      | 3           | 0           | 3           | 127        | 204        | -77        | 3      |

### Groep II
| Datum  | Land              | Score    | Land              |
| ------ | ----------------- | -------- | ----------------- |
| 5 juni | Frankrijk         | 44 – 86  | Bulgarije         |
| 5 juni | Tsjecho-Slowakije | 145 – 36 | Oostenrijk        |
| 6 juni | Oostenrijk        | 50 – 72  | Bulgarije         |
| 6 juni | Tsjecho-Slowakije | 81 – 46  | Frankrijk         |
| 8 juni | Frankrijk         | 62 – 34  | Oostenrijk        |
| 8 juni | Bulgarije         | 75 – 91  | Tsjecho-Slowakije |

| Groep II |                   |             |             |             |            |            |            |        |
| #        | Land              | Wedstrijden | Wedstrijden | Wedstrijden | Doelpunten | Doelpunten | Doelpunten | Punten |
| #        | Land              | G           | W           | V           | V          | T          | Saldo      | Punten |
| 1        | Tsjecho-Slowakije | 3           | 3           | 0           | 317        | 157        | +160       | 6      |
| 2        | Bulgarije         | 3           | 2           | 1           | 233        | 185        | +48        | 5      |
| 3        | Frankrijk         | 3           | 1           | 2           | 152        | 201        | -49        | 4      |
| 4        | Oostenrijk        | 3           | 0           | 3           | 120        | 279        | -159       | 3      |

## Plaatsingswedstrijden 13e-16e plaats
| Datum                | Land        | Score   | Land                     |
| -------------------- | ----------- | ------- | ------------------------ |
| 9 juni               | Zwitserland | 63 – 50 | Schotland                |
| 9 juni               | Denemarken  | 34 – 30 | Bondsrepubliek Duitsland |
| 10 juni (15e plaats) | Schotland   | 30 – 49 | Bondsrepubliek Duitsland |
| 10 juni (13e plaats) | Denemarken  | 47 – 33 | Zwitserland              |

## Plaatsingswedstrijden 9e-12e plaats
| Datum                | Land        | Score   | Land        |
| -------------------- | ----------- | ------- | ----------- |
| 9 juni               | Roemenië    | 61 – 49 | Nederland   |
| 9 juni               | Joegoslavië | 61 – 39 | Finland     |
| 10 juni (11e plaats) | Nederland   | 49 – 55 | Finland     |
| 10 juni (9e plaats)  | Roemenië    | 32 – 44 | Joegoslavië |

## Plaatsingswedstrijden 5e-8e plaats
| Datum               | Land       | Score   | Land      |
| ------------------- | ---------- | ------- | --------- |
| 9 juni              | Oostenrijk | 44 – 92 | Polen     |
| 9 juni              | Frankrijk  | 50 – 65 | Italië    |
| 10 juni (7e plaats) | Oostenrijk | 42 – 69 | Frankrijk |
| 10 juni (5e plaats) | Italië     | 43 – 58 | Polen     |

## Halve finales
| Datum  | Land              | Score   | Land        |
| ------ | ----------------- | ------- | ----------- |
| 9 juni | Bulgarije         | 55 – 74 | Sovjet-Unie |
| 9 juni | Tsjecho-Slowakije | 49 – 50 | Hongarije   |

## Bronzen finale
| Datum   | Land      | Score   | Land              |
| ------- | --------- | ------- | ----------------- |
| 10 juni | Bulgarije | 60 – 91 | Tsjecho-Slowakije |

## Finale
| Datum   | Land        | Score   | Land      |
| ------- | ----------- | ------- | --------- |
| 10 juni | Sovjet-Unie | 49 – 41 | Hongarije |

## Eindrangschikking
| Goud   | Sovjet-Unie       |
| Zilver | Hongarije         |
| Brons  | Tsjecho-Slowakije |
| 4      | Bulgarije         |
| 5      | Polen             |
| 6      | Italië            |
| 7      | Frankrijk         |
| 8      | Oostenrijk        |

| 9  | Joegoslavië              |
| 10 | Roemenië                 |
| 11 | Finland                  |
| 12 | Nederland                |
| 13 | Denemarken               |
| 14 | Zwitserland              |
| 15 | Bondsrepubliek Duitsland |
| 16 | Schotland                |

1938 · 
1950 · 
1952 · 
1954 · 
1956 · 
1958 · 
1960 · 
1962 · 
1964 · 
1966 · 
1968 · 
1970 · 
1972 · 
1974 · 
1976 · 
1978 · 
1980 · 
1981 · 
1983 · 
1985 · 
1987 · 
1989 · 
1991 · 
1993 · 
1995 · 
1997 · 
1999 · 
2001 · 
2003 · 
2005 · 
2007 · 
2009 · 
2011 · 
2013 · 
2015 · 
2017 · 
2019 · 
2021 · 
2023